# Пугио
Пугио (множина: Pugiones) је бодеж који су користили римски војници као оружје. Изгледа да је бодеж био замишљен као помоћно оружје, али тачна сврха војницима остала је непозната. Званичници царства носили су богато украшене бодеже у обављању својих послова, а неки су носили скривене бодеже у случају ванредних ситуација. Бодеж је био уобичајен инструмент убиства и самоубиства; на пример, завереници, који су убили Јулија Цезара, користили су пугионе.
Као гладиус, бодеж је вероватно био бодеж за убоде, брста оружја која је била обожавана са стране римљана.
Реч pūgiō , највероватније потиче из прото-индо-Европског корена *peuĝ-, "ударац, штап". корен је исти као у енглеском pugilist, "боксер". 